# 薬照寺
薬照寺（やくしょうじ）は、新潟県南魚沼市君沢にある真言宗智山派の寺院である。山号は瑠璃光山。本尊は薬師如来。越後四国八十八箇所霊場第八十八番札所、越後薬師札所一番札所、魚沼観音札所二十二番札所。

## 歴史
寛徳2年（1045年）、善寿の創立といわれているが、寺伝は安永9年（1780年）、参詣に来た人の蝋燭の火をくわえた鳥が、本堂の茅葺屋根にそれを落とした為に火災となり焼失している。天明3年（1783年）に現存の本堂に建立。1945年8月にビルマのバー・モウが日本に亡命し、第77世住職土田覚常により当寺に匿われた。そして、12月に自ら連合国の占領軍（イギリス軍）フィッゲス中佐のもとに出頭した。翌年特赦されビルマに帰国した。

## 天然記念物
- 大桂 （新潟県天然記念物）樹齢400年、安永9年の火災の時被災、主幹は本堂の縁側の材料となった。かつて良い香りの桂の葉を線香に加工し、仏前で焚いていた。1973年3月29日指定。

## その他
- 宝物殿 - ミレーや藤田嗣治の絵画や中国の古い鏡、陶磁器、チベットの法具等を収蔵。拝観料大人500円（20名以上団体400円）。

## 交通
- 関越自動車道塩沢石打インターチェンジより車で約5分
- JR上越線石打駅から車で約5分
- 上越新幹線越後湯沢駅から車で約15分